# 健安喜
GNC控股公司（英語：GNC Holdings Inc.；中文：健安喜） 是一家位於賓夕法尼亞州匹茲堡的美國企業，專注於健康和營養相關產品的零售業務，包括維生素、補充劑、礦物質、草藥、運動營養、飲食和能量產品。它是中國國有製藥公司哈藥集團的全資子公司。

## 历史
2018年2月24日，哈藥集團斥資3億美元入股GNC40.1％的股權，從而成為其單一最大股東，雙方計畫在香港共同出資設立合資公司，負責GNC在中國大陸地區的經營業務。哈藥集團及GNC分別持有合資公司65％及35％的股權，合資公司擁有GNC在中國大陸地區業務的經營權，且具有GNC長期的獨家商標許可，另外允許合資公司在中國大陸地區生産及銷售GNC産品。
2020年6月23日，GNC宣布因2019冠狀病毒病疫情影響，根據《美國法典第11章破產法》向德拉瓦州破產法院聲請破產保護，並計畫出售公司及暫時關閉門市。
2020年9月，德拉瓦州破產法院批准將GNC以7.7億美元出售給哈藥集團。
2020年10月在哈藥集團的新所有權下擺脫了《美國法典第11章破產法》流程。 (Cam Lawrence) 將接任財務長。
2021年，GNC宣布與沃爾瑪建立合作關係，推出一系列GNC特定產品。
2022年10月，GNC重新在台灣設立，並由新譽國際股份有限公司為台灣區總代理。

## 外部連結
- GNC （页面存档备份，存于）（英文）
- GNC - 中國大陸首页 （页面存档备份，存于）（简体中文）
- 健安喜－台灣首頁 （页面存档备份，存于）（繁體中文）